# Pädophilie-Debatte (1970er und 1980er Jahre)
In den 1970er und 1980er Jahren gab es eine Pädophilie-Debatte in den Neuen Sozialen Bewegungen, in der Wissenschaft und bei verschiedenen Parteien in Westdeutschland.
In dieser Zeit wurde über die Straffreiheit pädophiler Handlungen in Sexualwissenschaft, Schwulenbewegung, Strafrechtswissenschaft und Kriminologie kontrovers diskutiert. Neben der Forderung nach Streichung des § 176 StGB wurde auch die Abschaffung des Sexualstrafrechts gefordert. Diese Forderung wurde von der breiten Öffentlichkeit meist abgelehnt. Über „Umfang, Kontext und die Auswirkungen pädophiler Forderungen in den Milieus der Neuen Sozialen Bewegung und der Grünen“ forschte das Göttinger Institut für Demokratieforschung.

## Deutsche Studien- und Arbeitsgemeinschaft Pädophilie
Laut Franz Walter und Stephan Klecha kommt der Deutschen Studien- und Arbeitsgemeinschaft Pädophilie (DSAP) eine Schlüsselfunktion in der Pädophiliediskussion zu: Ein Höhepunkt war der Einfluss auf die Veranstaltung „Parteien auf dem Prüfstand – wen können wir Homosexuellen wählen?“ am 12. Juli 1980 in der Bonner Beethovenhalle. (Vertreter der Parteien CDU, SPD, FDP und Grüne sollten von Schwulen, Lesben und Pädophilen auf den Prüfstand gestellt werden) Die DSAP beeinflusste die Agenda der Schwulenbewegung dauerhaft bis Ende der 80er Jahre, sie nahm Einfluss auf die FDP und nutzte das Renommee liberaler Sexualwissenschaftler für ihre Propaganda. Die DSAP und ihre Aktivisten wirkten auf verschiedene politische Bewegungen und Organisationen ein und rekrutierten Personen aus verschiedenen wissenschaftlichen Disziplinen.

## Sexualwissenschaft, Psychiatrie und Kriminologie
Auch Teile der Kriminologie und der Sexualwissenschaften diskutierten in der Folge der „Sexuellen Revolution“ der End-1960er und 1970er Jahre dieses Thema kontrovers und plädierten für einen neuen Umgang mit sexuellen Kontakten zwischen Kindern und Erwachsenen.

### Sexual- und andere Humanwissenschaften
Die Debatte über die Legalisierung pädosexueller Akte ist historisch eng verbunden mit der Forderung nach Abschaffung des § 175 (StGB). Die Verhandlung der Schadensfrage homosexueller Beziehungen zu Minderjährigen in den Anhörungen der großen Reformen des Strafrechts 1969 und 1973 stellte erstmals statt der Widernatürlichkeit die Schadensfrage und die Frage der Einvernehmlichkeit in den Mittelpunkt des Sexualstrafrechts. Zu beiden Fragen gab es keinen hinreichenden Forschungsstand in der Sexualwissenschaft. Zeitgleich (1972) veröffentlichte der niederländische Sexualpsychologe und Pädophilieaktivist Frits Bernard die Studie Sex met kinderen (Sex mit Kindern), die er im Auftrag der Niederländischen Vereinigung für Sexualreform NVSH (Nederlandse Vereniging voor Seksuele Hervorming) durchgeführt hatte und in der er die Unschädlichkeit sexueller Kontakte zwischen Kindern und Erwachsenen proklamierte. Diese Studie wurde zur Referenzfolie der Befürworter der Legalisierung pädosexueller Kontakte in den frühen 1970er Jahren. Schon 1973 wurde in einer Schwerpunktausgabe der Zeitschrift betrifft:erziehung die Studie von Bernard zum Anlass genommen, die Frage nach der möglichen Unschädlichkeit pädosexueller Kontakte zu diskutieren. In derselben Ausgabe proklamierte der Sexualwissenschaftler Eberhard Schorsch die Unschädlichkeit sexueller Kontakte zwischen Kindern und Erwachsenen unter der Bedingung der „Einvernehmlichkeit“. Ihm schlossen sich in den Folgejahren verschiedene Strafrechtler, Sexualwissenschaftler, Psychologen, Psychiater und Pädagogen an. Diese unterschieden dabei zwischen gewaltfreien Akten, denen das Kind zustimmte, und sexuellem Missbrauch. Helmut Kentler forderte deshalb die Abschaffung des Sexualstrafrechts, Reinhart Lempp führte für die Kinder- und Jugendpsychiatrie Schädigungen nicht auf sexuelle Übergriffe bei Kindern, sondern auf die Reaktionen der Umwelt hierauf zurück.
In der zweiten Hälfte der 1980er Jahre führte der US-amerikanische Soziologe David Finkelhor den Begriff des „Informed consent“ als wesentlichen Faktor ein, nach dem es freiwillige sexuelle Handlungen durch Kinder geben könne, sie aber meist nicht die Tragweite einer solchen Zustimmung überschauen könnten. Der Sexualwissenschaftler Martin Dannecker betonte 1987 die „Disparität der Wünsche“, die eine „Ungleichzeitigkeit“ der Sexualität von Pädophilen und Kindern erzeuge.

### Bundeskriminalamt
Der Spiegel schrieb am 21. Juli 1980:
„Daß es sich bei der Sexualkriminalität – von Gewalttaten abgesehen – eher um kriminalisierte Sexualität handelt, scheint neuerdings durch eine Studie bestätigt zu werden, die der Psychologe Michael C. Baurmann im Auftrag des Bundeskriminalamtes erarbeitete. Baurmann hat insgesamt 8000 zwischen 1968 und 1972 in Niedersachsen ‚angezeigte und verurteilte Sexualkontakte‘ aus der Sicht der Opfer betrachtet. Diese wurden in einer Stichprobe sechs bis zehn Jahre nach dem aktenkundigen Erlebnis einer ‚psychodiagnostischen Nachuntersuchung‘ unterzogen. Ergebnis: Nur 60 Prozent der Opfer erinnerten sich überhaupt noch an den Vorfall. Wie viele ihn – gerade wegen des traumatischen Leidensdrucks – aus dem Gedächtnis verdrängt hatten, wird in der Untersuchung nicht deutlich.“ 1983 veröffentlichte das Bundeskriminalamt eine Studie, die zwischen gewaltlosen, angeblich „harmlosen“ Sexualkontakten und gewaltförmigen, schädlichen Sexualkontakten zwischen Erwachsenen und Kindern unterschied. Die Studie wurde 1996 quasi unverändert erneut in der BKA-Schriftenreihe veröffentlicht und war bis September 2013 auf der Website des BKA abrufbar. Laut Focus wurden in der BKA-Schrift „Thesen von Kinderschändern verbreitet“.
Die BKA-Studie über Sexualität und Gewalt lieferte 1983 die empirische Grundlage für die Unterscheidung zwischen gewaltlosen und einvernehmlichen sexuellen Handlungen und gewaltförmigen und von Abhängigkeit gekennzeichneten soziosexuellen Situationen. Die Untersuchung des Bundeskriminalamtes nimmt eine Unterscheidung zwischen „relativ oberflächlichen, gewaltfreien erotischen und sexuellen Handlungen“ und „sexuellen Gewalthandlungen und Bedrohungen“ vor.

## Publizistik
Die Zeit, die Neue Juristische Wochenschrift und Der Spiegel gaben neben der taz pro-pädophilen Positionen in ihren Publikationen Raum und machten sich diese teilweise auch zu eigen.
1979 veröffentlichte die taz ein pädophiles Manifest von Olaf Stüben. 2010 erschien eine unvollständige Aufarbeitung in der taz über die pädophilen Einflüsse auf die Berichterstattung der Zeitung.
Die taz behauptete 2010, pädophile Positionen hätten in der Zeitung in den 1990er Jahren keinen Platz mehr gehabt. Tatsächlich kritisierte Elmar Kraushaar 1994 den Ausschluss von Pädophilengruppen aus der ILGA.

## Kinderschutzbund
Pädophile versuchten in den 1980er Jahren offenbar, auch beim Deutschen Kinderschutzbund Einfluss zu nehmen. Walter Bärsch, langjähriger Präsident des Kinderschutzbunds, war Gründungsmitglied der pädophilenfreundlichen Arbeitsgemeinschaft Humane Sexualität (AHS). Die Deutsche Studien- und Arbeitsgemeinschaft Pädophilie (DSAP) soll die Verbindungen zwischen Pädophilen und Kinderschutzbund geplant haben.

## Deutsche Schwulenbewegung
Das Festhalten am § 175, der noch bis 1994 sexuelle Handlungen unter Männern kriminalisierte, wurde in der BRD in den 1950er und 1960er Jahren vor allem damit legitimiert, dass er eine Jugendschutzfunktion besäße. Junge Männer könnten von Älteren zur Homosexualität verführt und in ihrer Sexualentwicklung dauerhaft gestört werden, so die damalige Argumentation. Auch in öffentlichen Debatten wurden homosexuelle Männer immer wieder als Verführer und männliche Jugendliche als Verführte beschrieben. Die Debatte um die Abschaffung des § 175 war von daher eng verknüpft mit der Frage nach den Grenzen legitimer sexueller Beziehungen und mit der Frage nach der Legitimität unterschiedlicher Schutzaltersgrenzen.
1979 gehörte „die Streichung der §§ 174, 175 und 176 StGB bzw. die Abschaffung des Sexualstrafrechts insgesamt“ zu den Forderungen des Schwulentreffens Homolulu in Frankfurt.
Aufnahme fand die Forderung der Pädophilen in die Agenda der überregionalen Schwulenbewegung im Umfeld des Bündnisses für die Veranstaltung „Parteien auf dem Prüfstand – wen können wir Homosexuellen wählen?“ am 12. Juli 1980 in der Bonner Beethovenhalle. Unter Einfluss der Deutschen Studien- und Arbeitsgemeinschaft Pädophilie e. V. (DSAP) und weiterer Gruppen wurden deren Forderungen Teil der Parteienveranstaltung. „Der Tumult in der Bonner Beethovenhalle bedeutete das Ende der Schwulenbewegung der 70er Jahre.“ Die Beethovenhallen-Veranstaltung wurde von vielen im Nachhinein als „Desaster“ erlebt.
Pädophile versuchten, Diskussionen über die Homosexuellenunterdrückung für ihre Interessen zu nutzen, und warben in der Schwulenbewegung um Solidarität und Hilfe bei ihrem Anliegen der Abschaffung des § 176 StGB.
In der Schwulenbewegung wurde die Forderung nach Straffreiheit für Pädophilie in den Bündnisverhandlungen für die Veranstaltung „Parteien auf dem Prüfstand – wen können wir Homosexuellen wählen?“ am 12. Juli 1980 in der Bonner Beethovenhalle durchgesetzt. Ideologisiert wurde die Forderung nach Straffreiheit mit dem Grundsatz, nicht Sexualität, sondern Gewalt, Nötigung und Ausnutzung von Abhängigkeit sollten strafrechtliche Kategorien sein. Teile der deutschen Schwulenbewegung gelangten zu der Auffassung, dass gewaltfreie Sexualität mit Kindern legalisiert werden solle, die §§ 174 und 176 StGB gestrichen und das gesamte Sexualstrafrecht abgeschafft werden müsse.
In der Schwulenbewegung distanzierte man sich seit dem Ende der 1980er / Anfang der 1990er Jahre von den Forderungen und Gruppierungen der Pädophilen. Manfred Bruns, Sprecher des Lesben- und Schwulenverbands in Deutschland, sah drei Gesichtspunkte für die Diskussion in der Schwulenbewegung bis Anfang der 1990er Jahre:
- Man wollte keine wegen ihrer „abweichenden Sexualität“ verfolgte Gruppe den „Herrschenden“ ausliefern.
- In der Diskussion meldeten sich nur solche Schwule zu Wort, die von positiven sexuellen Erfahrungen in frühester Jugend mit erwachsenen Männern berichteten. Damals erlebten die meisten Schwulen ihr Coming Out erst sehr spät. Sie hatten deshalb das Gefühl, die besten Jahre versäumt zu haben, und träumten davon, wie viel besser ihr Leben verlaufen wäre, wenn ein älterer Mann sie schon früher „aufgeweckt“ hätte.
- Die Frauen begannen ihre vielfachen Gewalterfahrungen in den Familien erst ab 1980 zu formulieren. In diesem Jahr stellten Alice Schwarzer und Günter Amendt in der Emma und in Sexualität konkret fest, dass sexuelle Beziehungen mit Kindern unter den gegenwärtigen Bedingungen nicht gewaltfrei sein könnten. Die Diskussion hierüber war von Anfang an sehr emotional belastet und führte zu einer tiefgreifenden Entfremdung zwischen der Frauen- und der Schwulenbewegung.[24]

Elmar Kraushaar kritisierte den 1990 gegründeten Schwulenverband der DDR (SVD) wegen dessen Unterstützung des Ausschlusses pädophiler Gruppen aus der International Lesbian and Gay Association (ILGA).
Der Spiegel kritisierte, es habe „keine Aufarbeitung der Vergangenheit“ der Schwulenbewegung gegeben, die von Pädophilen für ihre Zwecke genutzt worden sei. Der LSVD, der vom Spiegel wegen angeblicher Schmallippigkeit kritisiert wird, erläutert in seinem Blog ausführlich seine Haltung: Danach „hat sich der SVD von Anfang an von Forderungen nach Freigabe sexueller Handlungen mit Kindern abgegrenzt, diese Forderungen nie unterstützt und niemals in seine Programmatik aufgenommen“, was er an konkreten Stellungnahmen auch ausführlich belegt. Queer.de kritisierte den Spiegel wegen dessen Berichterstattung über den Einfluss von Pädophilen auf die Politik der Schwulenbewegung: „Das Hamburger Magazin bringt das Klischee vom schwulen Kinderschänder zurück in die Missbrauchsdebatte und will offenbar auch Jugendliche vor Homosexuellen schützen.“

## Politische Parteien

### Liberalismus, Jungdemokraten und FDP
Jungdemokraten und FDP machten sich nach Franz Walter bereits vor den Grünen die Forderungen der Pädophilen in der Schwulenbewegung zu eigen. Auch das Nachrichtenmagazin Der Spiegel schreibt: „Spiegel-Recherchen zeigen, dass die Verbindungen in den achtziger Jahren weitaus enger waren, als die Partei heute zugeben will.“ 1980 forderten die Jungdemokraten, die damalige Jugendorganisation der FDP, nach einem Auftritt der Deutschen Studien- und Arbeitsgemeinschaft Pädophilie (DSAP) „eine Streichung der Paragraphen 174 und 176“.
In einer Broschüre der Jungdemokraten heißt es: „Sexualität ist eine Angelegenheit, in die das Sexualstrafrecht nicht hinein redigieren sollte, dieser Meinung bin ich.“
Walter zufolge ist belegbar, dass „Verheugen persönlich auch eine Revision der Paragrafen 174 und 176 für möglich hielt“. Verheugen widerspricht dieser Behauptung. Die FAZ berichtete demnach: „Die Grünen waren also, wie es in den Berichten von Teilnehmern aus der Schwulen- und Pädophilenszene hieß, hinter ‚dem Stand‘ der ‚epochemachenden FDP-Erklärung‘ geblieben, die sich für die ersatzlose Streichung des damaligen § 175 StGB (Verbot sexueller Handlungen zwischen Personen männlichen Geschlechts) einsetzte und deren damaliger Generalsekretär Günter Verheugen persönlich auch eine Revision der Paragrafen 174 und 176 für möglich hielt.“
Der sozialliberale Berliner Senat um 1980 duldete stillschweigend, dass Helmut Kentler Berliner Jugendämter dahingehend beriet, Jungen bei erklärten Pädophilen in Pflege zu geben.
Im Anschluss an die Pädophilie-Debatte (Bündnis 90/Die Grünen) stieß der Politologe Franz Walter bei seinen Recherchen im August 2013 auf einen in der Form eines pädophilen Erfahrungsberichtes gehaltenen Text der FDP-Politikerin Dagmar Döring, den diese als 19-Jährige verfasst hatte. In dem 1980 im von Joachim S. Hohmann herausgegebenen Sammelband Pädophilie heute erschienen zweiseitigen Aufsatz mit dem Titel Soviel Liebe und Zärtlichkeit – Eine Frau liebt Kinder beschrieb die Ich-Erzählerin auch eine sexuelle Beziehung zu einem Mädchen. Döring zog in der Folge ihre Kandidatur zur Bundestagswahl 2013 zurück und erklärte, dass sie mit dem Text die „damalige Forderung einiger Gruppen der sogenannten Pädophiliebewegung nach Legalisierung vermeintlich einvernehmlicher sexueller Beziehungen zwischen Erwachsenen und Kindern“ habe unterstützen wollen. Ihre „Sichtweisen und politischen Aktivitäten in entsprechenden Organisationen“ seien „aus heutiger Sicht völlig inakzeptabel und ein großer Fehler gewesen“. Döring betonte, dass sie sich „nichts habe zuschulden kommen lassen“.

### Diskussion innerhalb der Partei Die Grünen
Mit einem Forschungsprojekt am Göttinger Institut für Demokratieforschung wurden pädophile Forderungen bei den Grünen untersucht. Erste Ergebnisse wurden im Herbst 2013 vorgelegt. Eine besondere Stellung nimmt die Alternative Liste für Demokratie und Umweltschutz (AL) ein, die 1993 in den Landesverband der Partei Bündnis 90/Die Grünen in Berlin aufging, da „anders als in anderen Landesverbänden – auch verurteilte pädosexuelle Straftäter zu den Akteuren der Debatte gehörten und diese zudem bis Mitte der 1990er Jahre andauerte“.

### JungdemokratInnen/Junge Linke
Noch bis zu seiner Inaktivität im Jahr 2013 wurde die Forderung nach Abschaffung des Sexualstrafrechts als „Sonderstrafrecht“ vom Verband JungdemokratInnen/Junge Linke, der aus den Jungdemokraten und der Marxistischen Jugendvereinigung Junge Linke hervorgegangen war, vertreten.